# Hemigraphis banggaiensis
Hemigraphis banggaiensis är en akantusväxtart som beskrevs av Cornelis Eliza Bertus Bremekamp. Hemigraphis banggaiensis ingår i släktet Hemigraphis och familjen akantusväxter. Inga underarter finns listade i Catalogue of Life.